# أبو بكر نورمحمدوف
أبو بكر نورمحمدوف (ولد في 13 نوفمبر 1989) هو فنان عسكري مختلط روسي من تراث آفار، يتنافس حاليًا في قسم Welterweight لبطولة القتال النهائي. هو حاصل على الميدالية البرونزية في بطولة سامبو العالمية، وبطل سامبو القتالي الوطني الروسي.

## روابط خارجية
- أبو بكر نورمحمدوف على موقع IMDb (الإنجليزية)
- أبو بكر نورمحمدوف على موقع يو إف سي (الإنجليزية)
- أبو بكر نورمحمدوف على موقع شيردوغ (الإنجليزية)

- NurmagomedovMMAعلى تويتر.